# Kvinnherad
Kvinnherad is een gemeente in de provincie Vestland in het zuidwesten van Noorwegen. De gemeente telde 13.241 inwoners in januari 2017. De huidige gemeente ontstond in 1965 toen de vroegere gemeente Fjelberg en het grootste deel van Varaldsøy aan Kvinnherad werden toegevoegd.
Er is een veerverbinding van Løfallstrand naar Gjermundshamn.
Op het grondgebied van de gemeente ligt de gletsjer Bondhusbreen, onderdeel van de Folgefonnagletsjer, en de Mauranger Waterkrachtcentrale die gebruikmaakt van deze gletsjer.

## Plaatsen in de gemeente
- Dimmelsvik
- Herøysund
- Husnes
- Rosendal
- Seimsfoss
- Sunde/Valen
- Sæbøvik
- Uskedal

Alver ·  Askvol · Askøy · Aurland · Austevoll · Austrheim · Bergen · Bjørnafjorden · Bremanger · Bømlo · Eidfjord · Etne · Fedje · Fitjar · Fjaler · Gloppen · Gulen · Hyllestad · Høyanger · Kinn · Kvam · Kvinnherad · Luster · Lærdal · Masfjorden · Modalen · Osterøy · Samnanger · Sogndal · Solund · Stad · Stord · Stryn · Sunnfjord · Sveio · Tysnes · Ullensvang · Ulvik · Vaksdal · Vik · Voss · Øygarden · Årdal

Fylker van Noorwegen